# Resolución 497 del Consejo de Seguridad de las Naciones Unidas
La resolución 497 del Consejo de Seguridad de las Naciones Unidas, adoptada por unanimidad el 17 de diciembre de 1981, declara que la Ley de los Altos del Golán israelí, que anexiona en la práctica los Altos del Golán, es "nula y sin efectos legales internacionales" y exige a Israel que se retracte de este movimiento.
El Consejo de Seguridad pidió al Secretario General que informase al Consejo en un plazo de dos semanas de la implementación de la resolución y, en caso de que Israel no la acatase, el Consejo volvería a reunirse no más tarde del 5 de enero de 1982 para debatir nuevas acciones siguiendo la Carta de Naciones Unidas.
Israel no acató la resolución y el 20 de enero de 1982, tras prolongados debates, Estados Unidos vetó una resolución bajo el Capítulo VII de la Carta de las Naciones Unidas que pedía la acción de la comunidad internacional contra Israel. El 5 de febrero de 1982, en una sesión especial de emergencia de la Asamblea General de las Naciones Unidas, se aprobó por 86 votos a favor y 21 en contra una resolución que llamaba al boicot contra Israel (Estados Unidos y varios países occidentales votaron en contra).